# Rhogeessa tumida
Rhogeessa tumida är en fladdermusart som beskrevs av Harrison Allen 1866. Rhogeessa tumida ingår i släktet Rhogeessa och familjen läderlappar. IUCN kategoriserar arten globalt som livskraftig. Inga underarter finns listade i Catalogue of Life.
Arten förekommer i Centralamerika från sydöstra Mexiko till nordvästra Costa Rica. Den lever i låglandet och i bergstrakter upp till 1500 meter över havet. Habitatet varierar mellan städsegröna eller lövfällande skogar och odlade områden.
Individerna vilar i trädens håligheter och i byggnader. Ibland förekommer stora kolonier vid sovplatsen. Rhogeessa tumida börjar jakten kort efter solnedgången och kommer kort före gryningen tillbaka. Den flyger ofta tätt över marken och jagar flygande insekter med hjälp av ekolokalisering. Enligt en studie från Belize får honorna sina ungar ungefär samtidig under regntiden. Per kull föds vanligen två ungar. En individ blev dödad av en stor spjutnäsa (Vampyrum spectrum).
Arten blir med svans 6,3 till 7,9 cm lång och den har 2,8 till 3,2 cm långa underarmar samt 1,1 till 1,4 cm stora öron som är trekantiga med avrundade hörn. Håren som bildar ovansidans päls har ett svartbrunt och ett kanelbrunt avsnitt, ibland med inslag av rosa. Undersidan är täckt av ljusbrun päls. Rhogeessa tumida har ganska tjocka vingar (jämför artepitet som betyder svullen) och svansflyghuden bär på ovansidan lite päls. Fötterna kännetecknas av en stor hälsporre (calcar). Förutom könsdelarna finns inga synliga yttre skillnader mellan hannar och honor. Däremot har hannar doftkörtlar vid öronen och körtelvätskan har en intensiv lukt.